# 8502 Bauhaus
8502 Bauhaus este un asteroid din centura principală de asteroizi.

## Descriere
8502 Bauhaus este un asteroid din centura principală de asteroizi. A fost descoperit pe 14 octombrie 1990 la Tautenburg de Freimut Börngen și Lutz Dieter Schmadel. Asteroidul prezintă o orbită caracterizată de o semiaxă mare de 2,99 ua, o excentricitate de 0,11 și o înclinație de 9,5° în raport cu ecliptica.